# Rhizaria
Rhizaria é um dos principais grupos de cromistas. Os seus membros variam consideravelmente na sua forma, mas a maior parte são amebóides com pseudópodes filiformes, reticulados ou suportados por microtúbulos. Muitos produzem conchas ou esqueletos, que podem ser de estruturas bastante complexas e que constituem a grande maioria dos fósseis de protozoários. Quase todos possuem mitocôndrias com cristas tubulares. Existem três grupos principais de Rhizaria:
- Cercozoa - Várias amibas e flagelados, usualmente com filopódios e comuns no solo;
- Foraminifera - Amebóides com reticulopódios, comummente marinhos (bentónicos);
- Radiolaria - Amebóides com axopódios (suportados por microtúbulos), comummente marinhos (plâncton).

Alguns outros grupos podem ser incluidos nos Cercozoa, ainda que por vezes sejam considerados mais próximos dos Foraminifera. São os casos dos Phytomyxea e dos Ascetosporea, parasitas de plantas e de animais, respectivamente, e a peculiar amiba Gromia. Os diversos grupos de Rhizaria presumem-se parentes próximos,  principalmente com base em semelhanças genéticas e têm sido tomados como uma extensão dos Cercozoa. O nome Rhizaria para o grupo ampliado foi introduzido por Cavalier-Smith em 2002, que também incluiu Centrohelida e Apusozoa.
Alguns investigadores consideram que Rhizaria, Excavata, Chromalveolata (que inclui Chromista e Alveolata) e Primoplantae tomam parte do clado Bikonta (células eucariotas com dois flagelos, pelo menos ancestralmente).